# Maria Zuber
Maria T. Zuber (Norristown, 27 giugno 1958) è una geofisica e astronoma statunitense, specialista nella struttura e nella tettonica degli oggetti solidi del sistema solare (pianeti, lune, ecc.). È  stata responsabile della missione spaziale GRAIL (studio della Luna) e ha fatto parte del team scientifico di una decina di missioni NASA volte a mappare la Luna, Marte, Mercurio e diversi asteroidi; tra queste, le missioni Mars Global Surveyor, Dawn e MESSENGER.
Dal 2012 è vicepresidente per la ricerca presso il Massachusetts Institute of Technology (MIT), dove ricopre anche la carica di professore di geofisica EA Griswold presso il Dipartimento di Scienze della Terra, scienza dell'atmosfera e scienze planetarie. Dal gennaio 2021, Zuber è co-presidente del Consiglio dei consulenti per la scienza e la tecnologia (PCAST) del presidente Joe Biden. In precedenza è stata membro del National Science Board.
L'asteroide 6635 Zuber, che orbita attorno al sole tra Marte e Giove, prende il nome da lei.

## Biografia
Maria T. Zuber è nata nel giugno 1958 a Norristown, Pennsylvania. È cresciuta a Summit Hill, nella regione del carbone della Pennsylvania, una dei cinque figli di Joseph e Dolores (Stoffa) Zuber. Ha tre fratelli, Joseph Jr., Stephen e Andrew (1966–2018) e una sorella, Joanne. Entrambi i suoi nonni erano minatori di carbone e contrassero la malattia del polmone nero.
Zuber ha conseguito la laurea in astronomia e geologia presso l'Università della Pennsylvania nel 1980; è stata la prima persona della sua famiglia a frequentare il college. Ha poi ottenuto un'altra laurea e il dottorato di ricerca, entrambe in geofisica, presso la Brown University rispettivamente nel 1983 e nel 1986.

## Carriera
Maria Zuber ha lavorato alla Johns Hopkins University e ha ricoperto una posizione di ricerca presso il Goddard Space Flight Center della NASA nel Maryland. È entrata al Massachusetts Institute of Technology nel 1998 ed è stata a capo del Dipartimento di Scienze della Terra, scienza dell'atmosfera e scienze planetarie dal 2003 al 2012. È la prima donna a dirigere un dipartimento di scienze al MIT. Dal 2012 è vicepresidente della ricerca al MIT. Maria Zuber è uno dei 25 membri del National Science Board che definisce la strategia della National Science Foundation.
L'attenzione professionale di Zuber si è concentrata sulla struttura e sulla tettonica degli oggetti solidi del sistema solare. È una pioniera nella misurazione delle forme delle superfici dei pianeti interni e nell'interpretazione del significato di tali forme per la struttura e la dinamica interna, la storia termica e le interazioni superficie-atmosfera. È specializzata nell'utilizzo delle misurazioni della gravità e dell'altimetria laser per determinare la struttura interna e l'evoluzione. Le mappe topografiche di Marte e della Luna prodotte dai suoi altimetri laser sulle sonde spaziali Mars Global Surveyor e Lunar Reconnaissance Orbiter sono più precise di quelle della Terra.

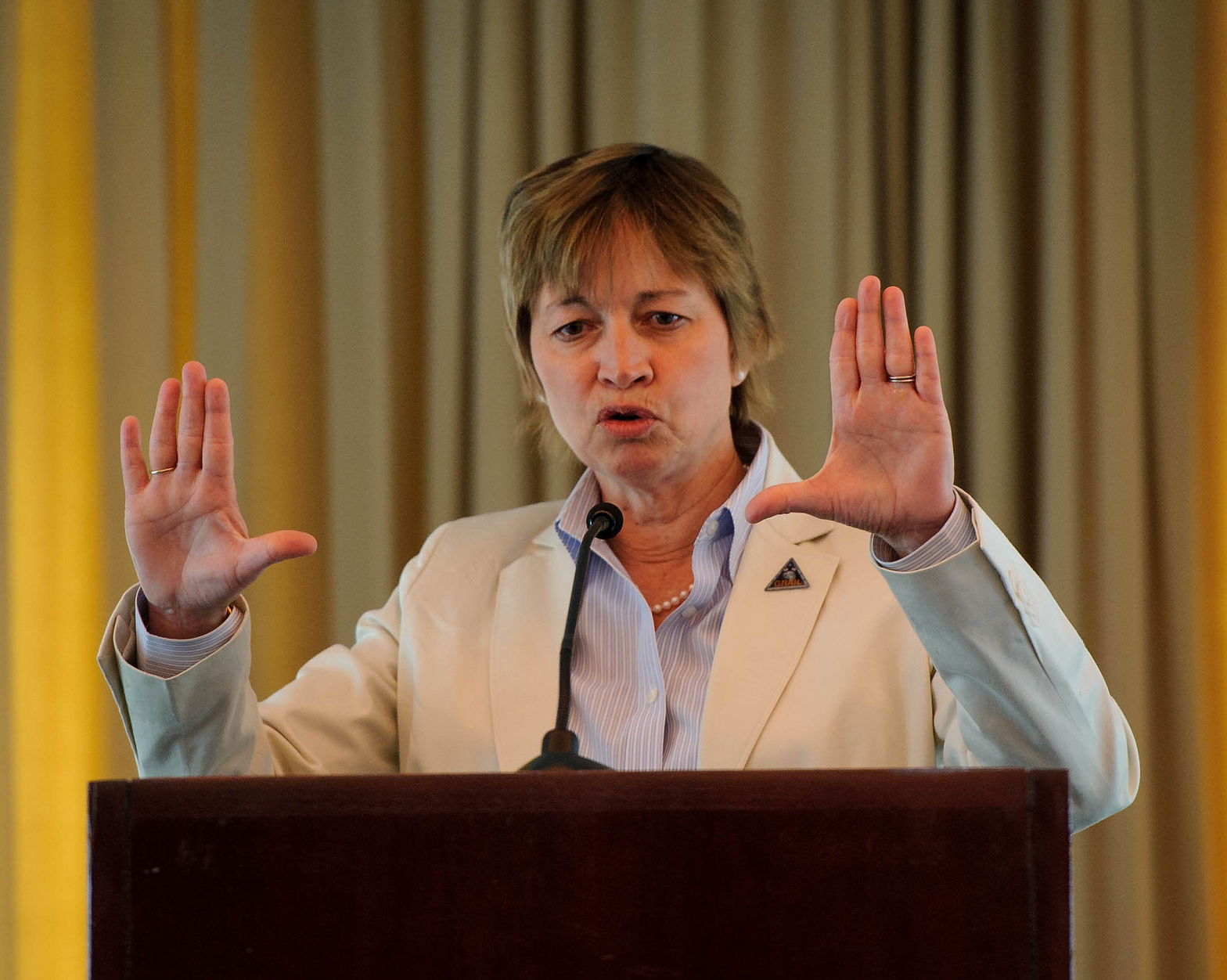
Maria Zuber nel 2012 durante una conferenza sulla missione GRAIL

Zuber si interessò alla scienza planetaria in tenera età. Il desiderio di diffondere il suo entusiasmo infantile è stato uno dei motivi per cui ha collaborato con l'ex astronauta Sally Ride per includere nella missione GRAIL componenti che catturassero l'immaginazione dei giovani studenti. Un concorso studentesco ha fornito i nomi per i due veicoli spaziali della missione, Ebb e Flow, e gli studenti possono iscriversi per utilizzare lo strumento MoonKAM (Conoscenze lunari acquisite dagli studenti delle scuole medie) di GRAIL.
Nel gennaio 2021, Zuber è stata nominata copresidente del Consiglio dei consulenti per la scienza e la tecnologia (PCAST) del presidente eletto Joe Biden.

## Premi e riconoscimenti

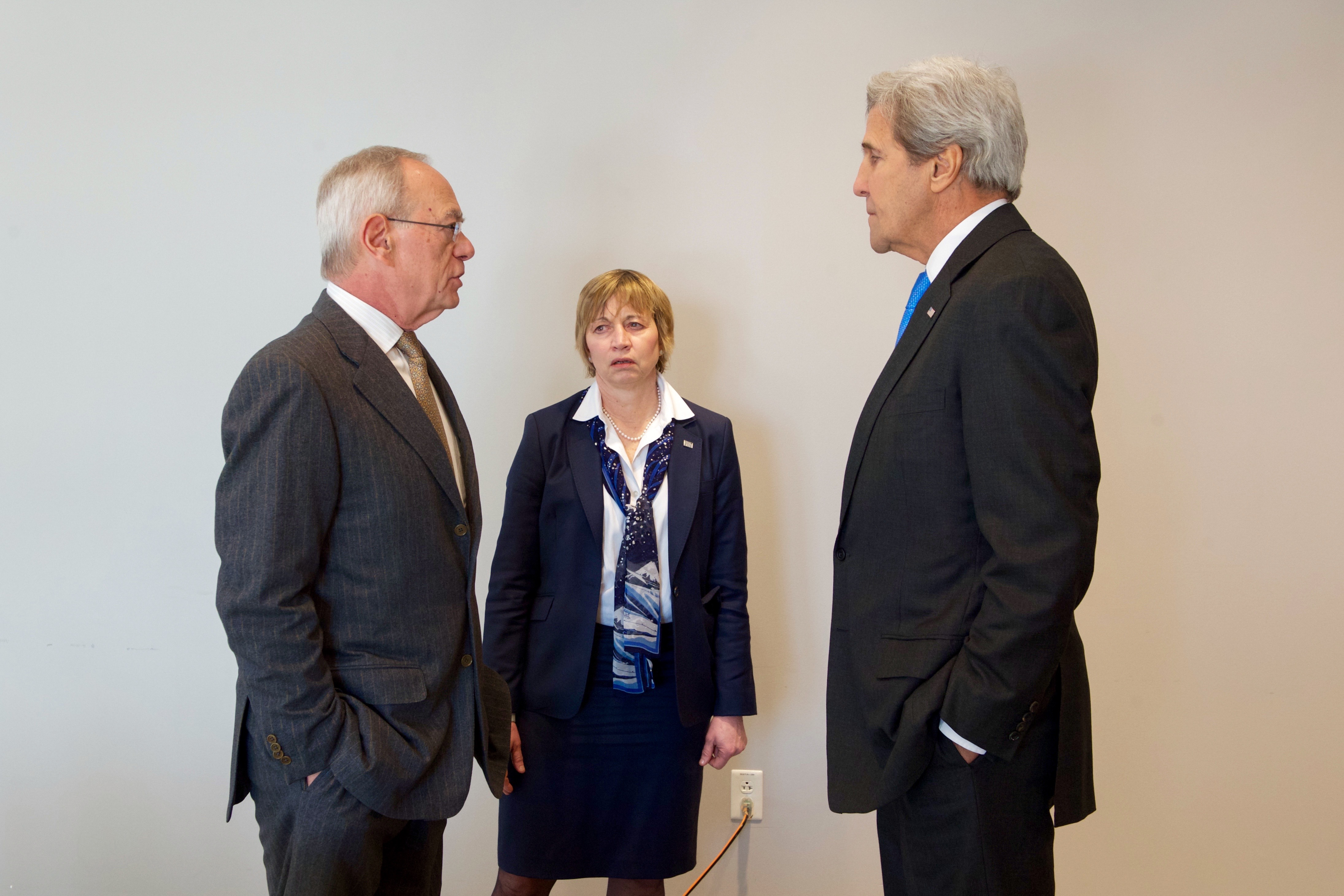
Zuber con il presidente del MIT Leo Rafael Reif e John Kerry nel 2017 prima della discussione sul cambiamento del clima

- 2002: 50 Most Important Women in Science, (Discover Magazine)[13]
- 2004: NASA Distinguished Public Service Medal.[2]
- 2005: Elected to the American Philosophical Society[14]
- 2007: Carl Sagan Memorial Award, American Astronautical Society/Planetary Society
- 2007: G.K. Gilbert Award, Geological Society of America[15]
- 2008: Honorary Doctor of Science degree dalla Brown University
- 2008: (insieme a Fiona A. Harrison) America's Best Leaders per U.S. News & World Report[16]
- 2009: NASA Group Achievement Award  per Lunar Reconnaissance Orbiter Laser Ranging Team.
- 2010: NASA Group Achievement Award per Lunar Reconnaissance Orbiter Team.[17]
- 2012: James R. K7 Killian Jr. Faculty Achievement Award, Massachusetts Institute of Technology[18]
- 2012: NASA Group Achievement Awards per GRAIL Science Team; GRAIL Project Office Team e GRAIL Mission Formulation Team.[19]
- 2012: NASA Outstanding Public Leadership Medal
- 2012: Harry Hess Medal, American Geophysical Union.[20]
- 2012: Laurel for Team Achievement to MESSENGER Team, International Academy of Astronautics[21]
- 2013: Space Pioneer Award in Science and Engineering, GRAIL Team, National Space Society[22]
- 2013: NASA Exceptional Achievement for Science, Lunar Reconnaissance Orbiter Science Team.[23]
- 2013: NASA Group Achievement Award per Lunar Reconnaissance Orbiter - Laser Ranger Optical Communication Experiment[23][24]
- 2013: NASA Group Achievement Award per il Dawn Science Team.[25]
- 2014: Buzz Aldrin Space Exploration Award, The Explorer's Club[26]
- 2015: Member, Johns Hopkins University Society of Scholars.[27]
- 2015: Freshman Advising Student Champion Award, MIT
- 2015: Best Referee Award, Nature Publishing
- 2017: Eugene Shoemaker Distinguished Scientist Medal, NASA Solar System Exploration Virtual Science Institute[28]
- 2019: Gerard P. Kuiper Prize in Planetary Sciences[29][30]
- 2022: Golden Plate Award dell'American Academy of Achievement [31]

Zuber è membro di queste società professionali:
- American Geophysical Union
- American Association for the Advancement of Science
- American Astronomical Society, Division for Planetary Sciences
- American Astronautical Society
- Geological Society of America